# Erna Solberg
Erna Solberg (n. 24 februarie 1961, Bergen, Norvegia) este o politiciană norvegiană care a ocupat funcția de prim-ministru al Norvegiei din 16 octombrie 2013 până la 14 octombrie 2021, și pe cea de lider al Partidului Conservator din 9 mai 2004. După câștigarea alegerilor parlamentare din septembrie 2013, Solberg a devenit a doua femeie prim-ministru a Norvegiei, după laburista Gro Harlem Brundtland. Nativă din orașul hanseatic Bergen, Erna Solberg a activat întreaga sa carieră doar în politică. După studii îndelungate de științe politice și economie, ea a devenit deputat la 28 de ani, un post pe care nu l-a părăsit decât pentru a intra în guvern.
Ea și-a câștigat supranumele de Erna de Fier pentru fermitatea de care a dat dovadă în gestionarea chestiunilor privind imigrația în postul de ministru al administrației locale și dezvoltării regionale între 2001 și 2005.